# Stanko Bloudek
Stanko Bloudek (Idrija, 11. veljače 1890. — Ljubljana 26. studenog 1959.) - slovenski strojarski inženjer, avio kontruktor, graditelj skijaške skakaonice u Planici, sportaš i sportski djelatnik

## Djetinjstvo i školovanje
Rođen je kao treće od petero djece. Godine 1894. cijela obitelj se preselila u Češku u mjesto Most(njem. Brüx), gdje mu je otac po nacionalnosti Čeh dobio posao u rudniku crnog ugljena.
Tu je Bloudek završio osnovnu školu i četiri razreda gimnazije do 1904. godine kada mu je od moždanog udara umro otac. Morao se vratiti nazad u Sloveniju, gdje je živio sa svojim ujakom i peti razred je završio u Kranju, a sljedeća tri na Prvoj državnoj gimnaziji u Ljubljani. Poslije maturiranja 1908. počeo je studirati slikarstvo na Akademiji likovnih umjetnosti u Pragu, ali nakon godinu dana prešao je na strojarstvo, da bude inženjer kao i njegov otac. Majka mu umire od raka 1910 u Beču. 

## Zrakoplovstvo
U razdoblju od 1910. do 1912. godine kao student je konstruirao jedrilicu nazvanu Galeb i dve letjelice s motorom Libela I i Libela II. U razdoblju od 1911. do 1918. bio je prvi slovenski profesionalni dizajner u zrakoplovnoj industriji. Radio je kao konstruktor u Trutnovu (Češka), Beču, Bečkom Novom Mestu i Budimpešti.
Vrativši se u domovinu 1918., bavio se raznim konstrukcijama, od kojih je mnoge patentirao. Za vrijeme fašističke okupacije Ljubljane u Drugom svjetskom ratu bio je više puta zatvaran i interniran. Poslije rata radio je kao savjetnik-konstruktor pri republičkim organima za prosvjetu i kulturu.

## Sport
Stanko Bloudek je pionir u mnogim sportovima u Sloveniji. Godine 1909. sudjelovao je u osnivanju nogometnog kluba Hermes. U Ljubljanu prvi je donio pravu nogometnu loptu i kopačke. Nakon Prvog svjetskog rata radio je u sportskom društvu Ilirik i bio je jedan od vodećih ljudi kluba sve do 1941. Od nogometnog kluba napravio je sportsko društvo sa sekcijama za atletiku, plivanje, klizanje, hokej na ledu, a poslije 1945. i koturaljkanje.
Između 1925. i 1929. bio je među prvim slovenskim nogometašima, slovenski prvak u bacanju diska i višestruki prvak Jugoslavije u umjetničkom klizanju, a bio je i član rukovodstva jugoslovenske ekipe na Olimpijskim igrama 1928. u St. Moritzu. Djelovao je kao učitelj klizanja, kasnije i koturaljkanja, a bio je i vrstan planinar. Utro je put mnogim dotad nepoznatim sportskim granama u slovenske, a i u druge jugoslavenske klubove. Kao organizator i pokrovitelj, predavač, konzultant odgovoran je za početak i razvoj atletike, tenisa, plivanja, koturaljkanja, klizanja, hokeja, mačevanja, nogometa, skijanja i skijaških skokovima.
Bio je načelnik klizačkog odsjeka u Slovesnkom sportskom savezu odnosno Zimskosportskom savezu Jugoslavije, poslije oslobobođenja prvi predsjednik Fiskulturnog odbora Slovenije, predsjednik Saveza s klizanje i koturaljkanje Slovenije i Jugoslavije, šef Konstrukcijskog biroa Saveza sportova Slovenije. Godine 1948. izabran je za člana Međunarodnog olimpijskog odbora.
U svijetu stekao je ugled izgradnjom i projektima raznih sportskih objekata (nogometna, hokejaška, teniska i druga igrališta, prvih uređaja za atletiku u Sloveniji, prva žičara za skijaše, betonska ploča za koturaljkanje, tribine i dr.) Po njegovim projektima izgrađen je 1929. prvi olimpijski plivački bazen u Ljubljani. Gradnju tog bazena pomogao je svojim doprinosom od 2,250.000 dinara. 

### Skijaški skokovi
Bloudek se nadaleko pročuo svojim originalnim konstrukcijskim zahvatima i izračunavanjima pravilnog profila skijaških skakaonica, među kojima u prvom redu Planice 1934., prve skakaonice za skijaške skokove preko 100 metara u svijetu. U Jugoslaviji je po njegovim projektima izgrađeno preko 50 skakaonica, a gradio ih je i u Austriji.
Kao takav bio je istaknuti ekspert Međunarodnog skijaškog saveza (FIS). Posljednjih godina života intenzivno se bavio projektiranjem zimskih visoko-planinskih centara u Jugoslaviji.
U spomen ovog velikana sporta u Sloveniji je od 1965. uvedena Bloudekova nagrada (nagrada i medalja) kao najviše nacionalno priznanje za dostignuća u sportu.